# Mito Isaka
Mito Isaka (井坂 美都, 25 de gener de 1976) és una exfutbolista japonesa.

## Selecció del Japó
Va debutar amb la selecció del Japó el 1997. Va disputar 46 partits amb la selecció del Japó. Ha disputat Copa del Món de 1999.

## Estadístiques
| Selecció del Japó | Selecció del Japó | Selecció del Japó |
| Anys              | Partits           | Gols              |
| ----------------- | ----------------- | ----------------- |
| 1997              | 1                 | 0                 |
| 1998              | 6                 | 3                 |
| 1999              | 14                | 5                 |
| 2000              | 5                 | 0                 |
| 2001              | 11                | 7                 |
| 2002              | 9                 | 0                 |
| Total             | 46                | 15                |